# Championnat de république démocratique du Congo de football de deuxième division
Le championnat  de football de la République démocratique du Congo D2, également appelé Ligue 2 illicocash S, est une compétition annuelle de football disputée par les clubs congolais amateurs et organisée par la Linafoot. Cette compétition d'envergure nationale, créée en 2012, a néanmoins du mal à s'imposer dans un pays aussi vaste, où les championnats locaux et provinciaux, à l’instar de l’Epfkin (Entente provinciale de football de Kinshasa), restent extrêmement populaires.
Afin de répondre au mieux au problème de la distance et de réduire les coûts de déplacement pour les équipes, la solution de poule unique a été écartée au profit d'une phase classique composée de 3 poules réparties en zones,.
Pour la saison 2019-2020, il y a :
- Zone Ouest : 10 clubs, 6 qualifiés pour la poule finale et 4 relégués
- Zone Est : 10 clubs, 6 qualifiés pour la poule finale et 4 relégués
- Zone Centre-Sud : 10 clubs, 6 qualifiés pour la poule finale et 3 reléguést

La phase finale se dispute entre les six vainqueurs de chaque zone dans leurs zones respectives (dans une même ville).
De 2012 à 2017 la compétition s'est joué sous forme de tournois opposant uniquement les champions des ligues régionales (EPFKIN, LIFKAT, etc).
En 2018 les champions provinciaux furent tous promu dans la nouvelle Ligue 2.

## Palmarès
| Année | Zone Est          | Zone Ouest        | Zone Centre-Sud   | Promus en Division 1 |
| ----- | ----------------- | ----------------- | ----------------- | --- |
| 2012  | AS Dauphins Noirs | SC Rojolu         | CS Don Bosco      | AS Dauphins Noirs, SC Rojolu, CS Don Bosco                                                                               |
| 2013  | AS Nika           | Sharks XI FC      | Lubumbashi Sport  | AS Nika, MK Étanchéité, Sharks XI FC, Lubumbashi Sport                                                                   |
| 2014  | AC Capaco         | RCK               | AS Bantous        | AC Capaco, AS Bantous, RC Kinshasa, JSG Bazano                                                                           |
| 2015  | US Socozaki       | AS Dragons Bilima | AS New Soger      | AS Dragons Bilima, FC Nord Sport, US Socozaki, AS Vutuka, FC Océan Pacifique, Nkoy Bilombe, AS New Soger, CS El Dorado   |
| 2016  | DC Virunga        | AS Veti           | AC Dibumba        | FC Renaissance du Congo, AS Veti, DC Virunga, AS Simba, AC Dibumba, AS Ndombe, OC Bukavu Dawa, AS Nika                   |
| 2017  | FC Mont Bleu      | AC Rangers        | Ecofoot Katumbi   | AS Maniema Union, Ecofoot Katumbi, US Tshinkunku, TP Molunge, AC Rangers, FC Étoile du Kivu, FC Mont Bleu, FC Nord Sport |
| 2018  |                   |                   |                   | AS Nyuki |
| 2019  | OC Bukavu Dawa    | RCK               | AS Simba Kamikaze | OC Bukavu Dawa, RCK, AS Simba Kamikaze                                                                                   |
| 2020  | TS Malekesa       | JSK               | Blessing FC       | JSK, Blessing FC |
| 2021  | AC Kuya           | US Panda B52      | Étoile du Kivu    | US Panda, AC Kuya, Étoile du Kivu                                                                                        |